# 22/11/63
Cet article concerne le roman de Stephen King. Pour la série télévisée, voir 22.11.63.
22/11/63 (titre original : 11/22/63) est un roman de science-fiction, à tonalité fantastique, de Stephen King qui est paru le 8 novembre 2011 aux États-Unis et le 28 février 2013 en France. Sur fond de voyage dans le temps, le roman comporte une trame principale où le narrateur tente d'empêcher l'assassinat de John F. Kennedy, et une trame secondaire, mais essentielle, sous la forme d'une histoire d'amour entre le narrateur et une jeune femme des années 1960.

## Thème
Un homme de 35 ans, professeur, est par hasard amené à voyager dans le temps et à retourner en 1958. Il décide d'empêcher l'assassinat de John Kennedy par Lee Harvey Oswald, afin que le futur soit modifié en conséquence (éviter le développement de la guerre du Viêt Nam et la « crise morale des années 1970 »). Durant son séjour dans les années 1958 à 1963, il tombe amoureux d'une jeune femme. Se posent alors plusieurs questions cruciales : comment concilier la mission qu'il s'est donnée avec cette relation amoureuse ? Va-t-il pouvoir changer la trame temporelle et historique ? L'amour entre ces deux personnes va-t-il y survivre ?

## Résumé
Le roman est structuré en trente et un chapitres répartis en six parties de tailles inégales. Il se conclut par deux sections finales, en forme d'épilogue.

### Mise en place de l'intrigue
2011. Jacob (dit « Jake ») Epping exerce la profession de professeur d'anglais à Lisbon Falls dans l'État du Maine. Al Templeton, qui tient un snack dont Epping est un client régulier, lui explique qu'il souffre d'un cancer du poumon, résultant de 50 ans de tabagie. Dans la réserve de son snack, il lui révèle qu'il y a une sorte de portail temporel qui transporte quiconque le franchit en 1958, comme Jake le découvre lui-même lors d'un bref voyage. À son retour, Templeton lui explique que le but de son dernier voyage était d'empêcher l'assassinat de John F. Kennedy mais qu'il a dû renoncer quand il est devenu trop malade. Le souhait de Templeton est que Jake accomplisse cette mission à sa place car il est convaincu que l'histoire en serait changée pour le mieux. Il est possible que Kennedy n'aurait pas engagé son pays dans le « bourbier viet-namien » et que la crise morale et politique qui s'est ensuivie dans les années 1970 n'aurait pas eu lieu. Il lui indique aussi trois règles immuables du voyage dans le temps : peu importe le temps qu'on reste dans le passé, il ne s'est déroulé que deux minutes quand on revient dans le présent ; le passé « résiste » aux changements de façon proportionnelle à l'importance de ceux-ci ; et chaque nouveau voyage annule tout ce qu'on a pu changer lors du précédent, à l'exception de quelques effets secondaires minimes.
Muni de la fausse identité de George Amberson, Jake fait alors un voyage-test dans lequel son but est de sauver la famille de Harry Dunning, le concierge du lycée, dont les membres ont tous été tués par Frank Dunning, le père de Harry, le soir de Halloween 1958. Jake s'installe à Derry, où le drame a eu lieu, et surveille Frank Dunning. Le jour d'Halloween, Jake est victime de divers accidents qui le retardent mais parvient à empêcher Dunning d'assassiner toute sa famille sauf le fils aîné. Jake réintègre le présent de 2011 mais apprend que Harry a été ultérieurement tué lors de la guerre du Viêt Nam, conséquence inattendue de son intervention. Hésitant sur la conduite à tenir, il découvre que Templeton s'est suicidé en absorbant une dose massive d'antalgiques et lui a laissé une lettre le suppliant d'accéder à sa requête, ainsi que ses notes sur Lee Harvey Oswald et une fiche de résultats sportifs de l'époque permettant de faire des paris sportifs et de gagner de l'argent.

### Jake dans les États-Unis de 1958 à 1963
Jake Epping repart une troisième fois dans le passé et utilise ses connaissances acquises lors du voyage précédent pour éliminer Frank Dunning sans coup férir. Il part ensuite pour la Floride où il enseigne dans un lycée jusqu'en 1960. À la suite d'un pari sportif chez un bookmaker lié à la mafia lui ayant rapporté une forte somme, il estime sa vie menacée et part précipitamment pour Dallas. Il s'installe à Jodie, petite ville à quelques heures de route, et fait des remplacements au lycée local. Il se fait des relations et apprécie de plus en plus le mode de vie de cette époque. L'année suivante, il accepte un poste de professeur à plein temps et noue des liens amicaux avec Sadie Dunhill, la nouvelle bibliothécaire récemment séparée de son mari. Ils tombent amoureux l'un de l'autre mais Sadie le quitte quand elle devine qu'il lui cache trop d'éléments de sa vie. Jake part alors pour Dallas et commence sa surveillance intensive d'Oswald afin d'établir avec certitude si celui-ci a agi seul.
Jake et Sadie se réconcilient en octobre 1962 à l'occasion de la crise des missiles de Cuba et Jake est désormais déchiré entre sa mission et son amour pour Sadie. Il décide d'attendre jusqu'au 10 avril 1963, date de la tentative d'assassinat manquée d'Oswald sur le général Edwin Walker, pour passer à l'action mais, le même jour, l'ex-mari de Sadie la prend en otage. Jake la sauve mais Sadie est néanmoins défigurée d'un côté du visage. Jake prend soin d'elle pendant sa convalescence et lui révèle la vérité sur lui et sa mission. Jake est enfin convaincu qu'Oswald a agi seul et est décidé à l'abattre. Mais, après avoir remporté un gros pari pour couvrir les frais d'hospitalisation de Sadie, il est très sévèrement battu par des gangsters locaux liés au bookmaker de Floride. Souffrant de plusieurs blessures et d'amnésie partielle pendant trois mois, il ne se souvient de détails cruciaux sur sa mission que quelques jours avant le 22 novembre. Sadie le persuade d'accepter son aide car il est trop diminué pour agir seul.
Le jour fatidique, le passé place plusieurs obstacles mortels sur leur route mais ils atteignent néanmoins juste à temps la Texas School Book Depository, dans laquelle Oswald est embusqué. Jake empêche Oswald de tuer Kennedy mais Sadie est mortellement touchée et meurt dans ses bras. Interrogé par le FBI puis relâché et traité en héros, Jake est décidé à tout recommencer pour empêcher la mort de Sadie : il décide de revenir en 2011 pour vérifier si son acte a eu les résultats sur le long terme escomptés.

### Retour en 2011
À son retour en 2011 dans le Maine, Jake est étonné de découvrir un monde où la plupart des bâtiments sont en ruine ou délabrés, où les services publics ne fonctionnent pas et où les rues sont quadrillées par de jeunes délinquants. Il rencontre Harry Dunning avec qui il a une longue discussion, dont il résulte que, à la suite de l'échec de l'attentat contre Kennedy en 1963 (point de divergence historique), l'histoire de l'Amérique et du monde a évolué de manière beaucoup plus négative que dans l'époque initiale de Jake. De nombreuses attaques ou accidents nucléaires ont eu lieu, et de très graves catastrophes naturelles provoquées par les « harmoniques » (déchirures dans la réalité) de Jake ont bouleversé la planète (tremblements de terres multiples, déchirures dans le ciel, la montée des eaux a noyé une grande partie du Japon…)
Harry Dunning lui raconte l'évolution du monde avec une uchronie négative. Kennedy a effectivement été réélu en 1964 contre Barry Goldwater mais, élu de justesse, il doit subir une « guerre d'obstruction politique » des républicains et Dixiecrat au Congrès, si bien que le développement des droits civiques s'arrête net. Kennedy intervient au Viet Nam tout en limitant la présence américaine à la région de Saïgon, néanmoins prise par les communistes (surnommé le « Grand Merdier de Saïgon de 1967 »). Kennedy devint impopulaire et Harry fut paralysé à la suite d'un accident d'hélicoptère. Le président fit une déclaration maladroite, de très violentes émeutes raciales ont lieu en 1968 dans une dizaine de villes américaines, Martin Luther King est assassiné par Dwight Holly sur l'ordre du directeur du FBI J. Edgar Hoover. George Wallace, démocrate opposé aux droits civiques de la minorité noire, est élu président en novembre 1968. Il mate les émeutes raciales à la bombe incendiaire et fait lancer une bombe atomique sur Hanoï le 9 août 1969 (24 ans jour pour jour après le bombardement de Nagasaki). Wallace est assassiné en mai 1972 par Arthur Herman Bremer. Le vice-président Hubert Humphrey devient alors président : le taux de suicide mondial monte en flèche, l'intégrisme islamique monte, l'Inde et le Pakistan entrent en guerre et se lancent des bombes atomiques sur Bombay et Karachi. En 1976, Humphrey est très largement battu par le républicain Ronald Reagan. Le suicide collectif du temple du peuple au Guyana fit 2 000 morts. En novembre 1979, les Pasdarans iraniens prennent en otage deux cents Américains à Téhéran, et en exécutent en direct à la télévision, la réaction américaine provoque la création d'une organisation appelée Al-Qaïda, les attentats se multiplient même durant un concert pour la paix où les Beatles se sont reformés. Le Moyen-Orient s'embrase, l'Union soviétique s'effondre, des mafieux russes vendent des armes atomiques à Al-Qaïda. En 1994, des bombes atomiques explosent au Moyen-Orient, provoquant une grave pénurie pétrolière. Un accident nucléaire rend invivable pour des décennies la Floride et le Nouveau-Mexique, de même qu'un accident nucléaire catastrophique en 1999 dans le Vermont dégrade le nord-est américain. En 2004, Hillary Clinton est élue présidente des États-Unis à la suite de la mort inattendue de son époux Bill, favori pour l'élection. Harry déclare que c'est une bonne présidente mais qu'elle ne peut rien faire contre les catastrophes naturelles. Le Maine vote son rattachement au Canada.
Jake décide de retourner dans le passé pour annuler cette trame historique. Il reste quelques semaines en 1958, se demandant s'il pourrait y vivre avec Sadie sans que cela ne change trop la réalité. Après mûre réflexion et la mort dans l'âme, il estime finalement que le risque est trop grand et revient, pour la dernière fois, en 2011. Il retrouve son monde initial (tel que résultant de la mort de Kennedy) et s'en trouve fort satisfait, si ce n'est son immense tristesse d'avoir perdu Sadie. Après quelques recherches sur internet, il apprend avec soulagement qu'elle a survécu à l'attaque de son ex-mari, John Clayton, sauvée par Deke Simmons et Ellen Dockerty, là où elle avait été sauvée par Jake lors de son voyage précédent.

### Dénouement
Début 2012, Jake découvre par Internet qu'une fête va être donnée dans la ville de Jodie en l'honneur de Sadie, qui va recevoir le titre de « Citoyenne du siècle » à l'occasion de ses 80 ans. Jake apprend que Sadie avait été blessée par son ex-mari en 1963, qu'elle avait été défigurée mais qu'elle a survécu. Par la suite, elle s'est engagée en faveur des droits civiques et des programmes sociaux destinés aux aveugles, et elle a été membre à plusieurs reprises du conseil municipal de Jodie. Elle a aussi été élue à l'assemblée législative de l'État du Texas où elle a promu avec constance ses idéaux sociaux. Néanmoins Sadie ne s'était jamais remariée et était restée célibataire toute sa vie.
Jake, qui a le physique d'un homme de 40 ans, décide de se rendre à la fête afin de revoir l'amour de sa vie. Il se présente à Sadie sous l'identité de George Amberson, et danse avec elle sur l'air de In the Mood, la chanson sur laquelle ils étaient tombés amoureux.

## Personnages

### Personnages principaux
- Jake Epping (« James "Jake" Amberson ») : professeur de littérature, né en 1976 (40 ans en 1963) ; il est le narrateur du récit et principal moteur de l'action dans le roman ; il a pour compagne Sadie Dunhill.
- Sadie Dunhill : bibliothécaire au lycée de Jodie, née en 1935 (28 ans en 1963) ; dans la version originale, elle est la compagne de Jake, vit un an avec lui, le quitte et vit de nouveau avec lui après qu'il lui a sauvé la vie ; après l'annulation du voyage de 1958-1963 par Jake, elle reste célibataire et s'engage pour les droits sociaux des minorités et des personnes en difficulté.
- Lee Harvey Oswald : Américain communiste, il souhaite, après s'être rendu en Union soviétique et revenu aux États-Unis marié et père de famille, tuer le président Kennedy.
- Harry Dunning : concierge du lycée de Lisbon Falls, il a subi un événement dramatique dans son enfance ; Jake va tenter d'empêcher cet événement.
- Al Templeton : gérant de snack, il a découvert la faille spatiotemporelle permettant d'accéder à l'année 1958 ; il va mourir d'un cancer.

### Personnages secondaires
- « Deke » Simmons : professeur-doyen du lycée de Jodie ; il est un ami de Jake et de Sadie.
- Mimi Corcoran : bibliothécaire du lycée de Jodie avant l'arrivée de Sadie Dunhill ; compagne de Deke Simmons ; elle meurt d'un cancer.
- Ellen Dockerty : proviseur du lycée de Jodie.
- John Clayton : ex-mari de Sadie Dunhill.
- Marina Oswald Porter : épouse de Lee Harvey Oswald.
- « Carton Jaune » / « Carton Orange » / « Carton Vert » : en apparence, ivrognes situés à proximité de la faille spatiotemporelle ; en réalité ils ont un rôle secret et méconnu de protection de cette faille.
- Frank Dunning : père d'Harry Dunning.
- Carolyn Poulin : jeune fille habitant dans le Maine, blessée lors d'un accident de chasse.
- Chaz Frati : bookmaker dans le Maine.

## Genèse
L'idée d'écrire un roman sur le sujet est venue à Stephen King dès 1973, avant même la publication de Carrie, mais il estimait alors que l’événement était encore trop récent et qu'il n'avait pas assez d'expérience littéraire pour le traiter correctement. Ce n'est donc qu'environ trente-cinq ans plus tard qu'il s'est mis au travail pour concrétiser son idée. King a effectué une somme de recherches inhabituelle pour lui. Il s'est documenté sur la vie quotidienne à la fin des années 1950 et au début des années 1960 et a lu les théories conspirationnistes les plus diverses sur l'assassinat de John Fitzgerald Kennedy, arrivant à la conclusion que Lee Harvey Oswald avait bien agi seul. Il s'est rendu à Dallas, où il a notamment visité le Texas School Book Depository et l'ancienne résidence d'Oswald, pendant une semaine, et a également rencontré l'historienne Doris Kearns Goodwin pour s'inspirer de certains de ses scénarios sur ce qui aurait pu se passer au niveau international si Kennedy n'avait pas été assassiné.
Dans la postface du roman, Stephen King explique qu'il a réécrit son épilogue sur une suggestion de son fils, Joe Hill. La fin qui était prévue initialement est disponible à la lecture sur son site officiel.

## Accueil

### Ventes et popularité
Le roman est resté vingt-et-une semaines (dont quatre à la première place) sur la New York Times Best Seller list, y apparaissant directement à la première place le 27 novembre 2011. Le Publishers Weekly le classe à la deuxième place des meilleures ventes de fiction aux États-Unis en 2011.
Il est classé à la sixième place des romans favoris des lecteurs de Stephen King lors d'un sondage organisé par le magazine Rolling Stone en 2014.

### Critique
Il a été accueilli favorablement par la critique, recueillant trente critiques favorables sur trente-six recensées sur le site spécialisé Metacritic. Pour Michel Schneider, dans Le Point, « si un énorme travail documentaire pour coller au plus près des événements et des lieux a été accompli, ce beau roman mélancolique sur le temps qui a toujours le dernier mot ne vise pas à récrire l'Histoire américaine, non plus qu'à fouiller les paradoxes spatio-temporels ». « King tente de redéfinir l'héroïsme » et « nous surprend par ce livre chaste et simple où les personnages, croyant se tourner vers le passé, plongent sans retour au-dedans d'eux-mêmes ». Baptiste Liger, de L'Express, estime que le roman « reprend brillamment les règles du voyage dans le temps et de l'uchronie, plaquées ici sur un événement emblématique de la paranoïa américaine » et que « Stephen King déploie une fois encore un savoir-faire hors pair dans la narration. Mais il sait aussi oublier l'efficacité de l'action et les mécanismes du fantastique, pour mieux laisser place à une belle romance ». Cécile Mury, de Télérama, évoque « le voyage intime d'un écrivain dans son propre univers, la somme de ses passions et de ses hantises ». King « prend le temps de bâtir tout un monde, de créer une immersion totale » et « dessine une grande fresque américaine aux couleurs contrastées, où le seul rêve, le seul temps qui vaille est celui des liens humains ». Puis, « lorsque le roman devient texan, que tout s'emballe, l'exercice de style, brillant, haletant, ludique, reprend le dessus » et « King joue allègrement avec les poncifs du genre, le ballet des paradoxes, les mille et une manières de résoudre le casse-tête des futurs multiples ». Pour Olivier Legendre, de Bifrost, c'est un « roman d'une profonde maturité » dans lequel « King laisse libre cours à sa fascination et sa nostalgie pour une époque révolue » « sans jamais manquer de lucidité » sur ses travers, époque qu'il peuple de « personnages attachants et profondément humains ».

### Distinctions
En 2011, le roman remporte le Los Angeles Times Book Prize dans la catégorie roman policier/thriller et le Goodreads Choice Award du meilleur livre de science-fiction. En 2012, 22/11/63 a été nommé au prix Locus du meilleur roman de science-fiction, terminant à la deuxième place, et au prix British Fantasy du meilleur roman.

## Liens avec d'autres romans de Stephen King
- En 1958, Jake Epping se rend dans un bar de Derry, ville fictive de l'État du Maine, dans laquelle le barman lui parle d'une série de meurtres d'enfants, citant Patrick Hockstetter et George Denbrough, et évoque la possibilité que le meurtrier soit déguisé en clown. Ces événements sont relatés dans Ça, roman dans lequel interviennent les adolescents Richard « Richie » Tozier et Beverly « Bev » Marsh, rencontrés par le narrateur Jake Epping ;
- Les Lions, équipe de football du lycée de Jodie, rencontrent les Ours d'Arnette, Arnette étant une ville fictive du Texas (comme Jodie d'ailleurs) apparaissant dans Le Fléau ;
- À plusieurs reprises le héros croise une Plymouth Fury rouge et blanche, voiture du roman Christine ;
- De multiples clins d'œil au cycle de La Tour sombre :
  - le chiffre 19 que l'on retrouve sous la forme du coffre 775 (7+7+5 = 19) de la banque, où le héros cache ses effets personnels ;
  - le 19 juin 1999, lorsqu'un réacteur nucléaire explose dans la réalité alternative, ce qui correspond à l'accident ayant failli tuer Stephen King dans la fiction et la réalité ;
  - la Takuro Spirit, voiture présente également dans les aventures de Roland et de son Ka-Tet ;
  - John Cullum dans le Maine qui vient en aide au Pistolero et Andy Cullum dans le Maine que Jack Epping empêche de blesser une jeune fille ;
  - le même Cullum lui apprend à jouer à un jeu de cartes appelé le « Crib » et où une main impossible se nomme la « dix-neuf mystique ».

## Adaptation télévisée
Le roman est adapté sous la forme d'une mini-série de huit épisodes qui est diffusée sur Hulu en 2016 produite par Stephen King et J. J. Abrams. James Franco a été choisi pour interpréter le rôle de Jake Epping et Sarah Gadon pour jouer celui de Sadie Dunhill.

## Éditions françaises
Édition originale
- Stephen King (trad. de l'anglais par Nadine Gassié), 22/11/63 [« 11/22/63 »], Paris, Albin Michel, 27 février 2013, 936 p., 24 cm (ISBN 978-2-226-24694-3, BNF 43550262)

Livre audio
- Stephen King (trad. de l'anglais par Nadine Gassié), 22/11/63 [« 11/22/63 »], Paris, éd. Audiolib, 15 mai 2013 (ISBN 978-2-35641-593-6, BNF 43590542)Texte intégral ; narrateur : François Montagut ; support : 3 disques compacts audio MP3 ; durée : 36 h 2 min ; référence éditeur : Audiolib 25 1475 0.

Édition au format de poche
- Stephen King (trad. de l'anglais par Nadine Gassié), 22/11/63 [« 11/22/63 »], Paris, Librairie générale française, coll. « Le Livre de poche » (no 33535), octobre 2014, 1043 p., 18 cm (ISBN 978-2-253-19510-8, BNF 43906570)